# سو براون
سو براون (1 أبريل 1958 - ) (بالإنجليزية: Sue Brown)‏ هي لاعبة كريكت نيوزلندية. شاركت مع منتخب نيوزيلندا الوطني للكريكت.

## وصلات خارجية
- سو براون على موقع إي آس بي آن كريك إنفو (الإنجليزية)